# カンザス州選出のアメリカ合衆国上院議員
以下は、カンザス州選出のアメリカ合衆国上院議員の一覧である。
カンザス州は、1861年1月29日に連邦に加わった。カンザス州は第2部と第3部に属する上院議員を選出している。現在のカンザス州選出の上院議員はパット・ロバーツとジェリー・モランである。

## 上院議員一覧
| 第2部 第2部の上院議員は西暦年を6で除算したときの剰余が3と等しい年が任期末である。最近では1996年, 2002年, 2008年, 2014年,2020年に改選されている。次の選挙は2026年を予定している。 | 第2部 第2部の上院議員は西暦年を6で除算したときの剰余が3と等しい年が任期末である。最近では1996年, 2002年, 2008年, 2014年,2020年に改選されている。次の選挙は2026年を予定している。 | 第2部 第2部の上院議員は西暦年を6で除算したときの剰余が3と等しい年が任期末である。最近では1996年, 2002年, 2008年, 2014年,2020年に改選されている。次の選挙は2026年を予定している。 | 第2部 第2部の上院議員は西暦年を6で除算したときの剰余が3と等しい年が任期末である。最近では1996年, 2002年, 2008年, 2014年,2020年に改選されている。次の選挙は2026年を予定している。 | 第2部 第2部の上院議員は西暦年を6で除算したときの剰余が3と等しい年が任期末である。最近では1996年, 2002年, 2008年, 2014年,2020年に改選されている。次の選挙は2026年を予定している。 | 第2部 第2部の上院議員は西暦年を6で除算したときの剰余が3と等しい年が任期末である。最近では1996年, 2002年, 2008年, 2014年,2020年に改選されている。次の選挙は2026年を予定している。 | 議会                                                          | 第3部 第3部の上院議員は西暦年を6で除算したときの剰余が5と等しい年が任期末である。最近では1998年, 2004年, 2010年, 2016年に改選されている。次の選挙は2022年を予定している。 | 第3部 第3部の上院議員は西暦年を6で除算したときの剰余が5と等しい年が任期末である。最近では1998年, 2004年, 2010年, 2016年に改選されている。次の選挙は2022年を予定している。 | 第3部 第3部の上院議員は西暦年を6で除算したときの剰余が5と等しい年が任期末である。最近では1998年, 2004年, 2010年, 2016年に改選されている。次の選挙は2022年を予定している。 | 第3部 第3部の上院議員は西暦年を6で除算したときの剰余が5と等しい年が任期末である。最近では1998年, 2004年, 2010年, 2016年に改選されている。次の選挙は2022年を予定している。 | 第3部 第3部の上院議員は西暦年を6で除算したときの剰余が5と等しい年が任期末である。最近では1998年, 2004年, 2010年, 2016年に改選されている。次の選挙は2022年を予定している。 | 第3部 第3部の上院議員は西暦年を6で除算したときの剰余が5と等しい年が任期末である。最近では1998年, 2004年, 2010年, 2016年に改選されている。次の選挙は2022年を予定している。 |
| # | 氏名 | 所属政党 | 在職期間 | 選挙歴 | 任期 | 議会                                                          | 任期 | 選挙歴 | 在職期間 | 所属政党 | 氏名 | # |
| 空席 | 空席 | 空席 | 1861年1月29日 – 1861年4月4日 | 連邦加入の2ヶ月後まで上院議員を選出せず | 1 | 36                                                            | — | 連邦加入の2ヶ月後まで上院議員を選出せず | 1861年1月29日 – 1861年4月4日 | 空席 | 空席 | 空席 |
| 空席 | 空席 | 空席 | 1861年1月29日 – 1861年4月4日 | 連邦加入の2ヶ月後まで上院議員を選出せず | 1 | 37                                                            | 1 | 連邦加入の2ヶ月後まで上院議員を選出せず | 1861年1月29日 – 1861年4月4日 | 空席 | 空席 | 空席 |
| 1 | ジェイムズ・H・レイン | 共和党 | 1861年4月4日 – 1866年7月11日 | 1861年選出 | 1 | 37                                                            | 1 | 1861年選出 | 1861年4月4日 – 1873年3月3日 | 共和党 | サミュエル・C・ポメロイ | 1 |
| 1 | ジェイムズ・H・レイン | 共和党 | 1861年4月4日 – 1866年7月11日 | 1861年選出 | 1 | 38                                                            | 1 | 1861年選出 | 1861年4月4日 – 1873年3月3日 | 共和党 | サミュエル・C・ポメロイ | 1 |
| 1 | ジェイムズ・H・レイン | 共和党 | 1861年4月4日 – 1866年7月11日 | 1865年再選 死去 | 2 | 39                                                            | 1 | 1861年選出 | 1861年4月4日 – 1873年3月3日 | 共和党 | サミュエル・C・ポメロイ | 1 |
| 空席 | 空席 | 空席 | 1866年7月11日 – 1866年7月25日 | | 2 | 39                                                            | 1 | 1861年選出 | 1861年4月4日 – 1873年3月3日 | 共和党 | サミュエル・C・ポメロイ | 1 |
| 2 | エドマンド・G・ロス | 共和党 | 1866年7月25日 – 1871年3月3日 | レイン死去による空席を補充するため任命 1867年1月23日レイン死去による補欠選挙で選出 再選に失敗                                                                                    | 2 | 39                                                            | 1 | 1861年選出 | 1861年4月4日 – 1873年3月3日 | 共和党 | サミュエル・C・ポメロイ | 1 |
| 2 | エドマンド・G・ロス | 共和党 | 1866年7月25日 – 1871年3月3日 | レイン死去による空席を補充するため任命 1867年1月23日レイン死去による補欠選挙で選出 再選に失敗                                                                                    | 2 | 40                                                            | 2 | 1867年再選 再選に失敗 | 1861年4月4日 – 1873年3月3日 | 共和党 | サミュエル・C・ポメロイ | 1 |
| 2 | エドマンド・G・ロス | 共和党 | 1866年7月25日 – 1871年3月3日 | レイン死去による空席を補充するため任命 1867年1月23日レイン死去による補欠選挙で選出 再選に失敗                                                                                    | 2 | 41                                                            | 2 | 1867年再選 再選に失敗 | 1861年4月4日 – 1873年3月3日 | 共和党 | サミュエル・C・ポメロイ | 1 |
| 3 | アレグザンダー・コールドウェル | 共和党 | 1871年3月4日 – 1873年3月24日 | 1871年選出 1873年辞職 | 3 | 42                                                            | 2 | 1867年再選 再選に失敗 | 1861年4月4日 – 1873年3月3日 | 共和党 | サミュエル・C・ポメロイ | 1 |
| 3 | アレグザンダー・コールドウェル | 共和党 | 1871年3月4日 – 1873年3月24日 | 1871年選出 1873年辞職 | 3 | 43                                                            | 3 | 1873年選出 | 1873年3月3日 – 1891年3月3日 | 共和党 | ジョン・インガルズ | 2 |
| 空席 | 空席 | 空席 | 1873年2月24日 – 1873年11月24日 | | 3 | 43                                                            | 3 | 1873年選出 | 1873年3月3日 – 1891年3月3日 | 共和党 | ジョン・インガルズ | 2 |
| 4 | ロバート・クロウジャー | 共和党 | 1873年11月24日 – 1874年2月2日 | コールドウェル辞職による空席を補充するため任命 後継選出時に引退 | 3 | 43                                                            | 3 | 1873年選出 | 1873年3月3日 – 1891年3月3日 | 共和党 | ジョン・インガルズ | 2 |
| 5 | ジェイムズ・M・ハーヴィー | 共和党 | 1874年2月2日 – 1877年3月3日 | 1874年コールドウェル辞職による補欠選挙で選出 引退 or 再選に失敗 | 3 | 43                                                            | 3 | 1873年選出 | 1873年3月3日 – 1891年3月3日 | 共和党 | ジョン・インガルズ | 2 |
| 5 | ジェイムズ・M・ハーヴィー | 共和党 | 1874年2月2日 – 1877年3月3日 | 1874年コールドウェル辞職による補欠選挙で選出 引退 or 再選に失敗 | 3 | 44                                                            | 3 | 1873年選出 | 1873年3月3日 – 1891年3月3日 | 共和党 | ジョン・インガルズ | 2 |
| 6 | プレストン・B・プラム | 共和党 | 1877年3月4日 – 1891年12月20日 | 1877年選出 | 4 | 45                                                            | 3 | 1873年選出 | 1873年3月3日 – 1891年3月3日 | 共和党 | ジョン・インガルズ | 2 |
| 6 | プレストン・B・プラム | 共和党 | 1877年3月4日 – 1891年12月20日 | 1877年選出 | 4 | 46                                                            | 4 | 1879年再選 | 1873年3月3日 – 1891年3月3日 | 共和党 | ジョン・インガルズ | 2 |
| 6 | プレストン・B・プラム | 共和党 | 1877年3月4日 – 1891年12月20日 | 1877年選出 | 4 | 47                                                            | 4 | 1879年再選 | 1873年3月3日 – 1891年3月3日 | 共和党 | ジョン・インガルズ | 2 |
| 6 | プレストン・B・プラム | 共和党 | 1877年3月4日 – 1891年12月20日 | 1883年1月24日再選 | 5 | 48                                                            | 4 | 1879年再選 | 1873年3月3日 – 1891年3月3日 | 共和党 | ジョン・インガルズ | 2 |
| 6 | プレストン・B・プラム | 共和党 | 1877年3月4日 – 1891年12月20日 | 1883年1月24日再選 | 5 | 49                                                            | 5 | 1885年再選 再選に失敗 | 1873年3月3日 – 1891年3月3日 | 共和党 | ジョン・インガルズ | 2 |
| 6 | プレストン・B・プラム | 共和党 | 1877年3月4日 – 1891年12月20日 | 1883年1月24日再選 | 5 | 50                                                            | 5 | 1885年再選 再選に失敗 | 1873年3月3日 – 1891年3月3日 | 共和党 | ジョン・インガルズ | 2 |
| 6 | プレストン・B・プラム | 共和党 | 1877年3月4日 – 1891年12月20日 | 1888年再選 死去 | 6 | 51                                                            | 5 | 1885年再選 再選に失敗 | 1873年3月3日 – 1891年3月3日 | 共和党 | ジョン・インガルズ | 2 |
| 6 | プレストン・B・プラム | 共和党 | 1877年3月4日 – 1891年12月20日 | 1888年再選 死去 | 6 | 52                                                            | 6 | 1891年選出 再選に失敗 | 1891年3月4日 – 1897年3月3日 | 人民党 | ウィリアム・ペファー | 3 |
| 空席 | 空席 | 空席 | 1891年12月20日 – 1892年1月1日 | | 6 | 52                                                            | 6 | 1891年選出 再選に失敗 | 1891年3月4日 – 1897年3月3日 | 人民党 | ウィリアム・ペファー | 3 |
| 7 | ビショップ・W・パーキンズ | 共和党 | 1892年1月1日 – 1893年3月4日 | プラムの死去による空席を補充するため任命 後継の議員資格取得時に引退 | 6 | 52                                                            | 6 | 1891年選出 再選に失敗 | 1891年3月4日 – 1897年3月3日 | 人民党 | ウィリアム・ペファー | 3 |
| 8 | ジョン・マーティン | 民主党 | 1893年3月4日 – 1895年3月3日 | 1893年1月25日プラム死去による補欠選挙で選出。1893年3月4日まで議員資格を得ず。 引退 or 再選に失敗                                                                                 | 6 | 53                                                            | 6 | 1891年選出 再選に失敗 | 1891年3月4日 – 1897年3月3日 | 人民党 | ウィリアム・ペファー | 3 |
| 9 | ルシアン・ベイカー | 共和党 | 1895年3月4日 – 1901年3月3日 | 1895年1月選出 再指名に失敗 | 7 | 54                                                            | 6 | 1891年選出 再選に失敗 | 1891年3月4日 – 1897年3月3日 | 人民党 | ウィリアム・ペファー | 3 |
| 9 | ルシアン・ベイカー | 共和党 | 1895年3月4日 – 1901年3月3日 | 1895年1月選出 再指名に失敗 | 7 | 55                                                            | 7 | 1897年1月27日選出 再指名に失敗 | 1897年3月4日 – 1903年3月3日 | 人民党 | ウィリアム・A・ハリス | 4 |
| 9 | ルシアン・ベイカー | 共和党 | 1895年3月4日 – 1901年3月3日 | 1895年1月選出 再指名に失敗 | 7 | 56                                                            | 7 | 1897年1月27日選出 再指名に失敗 | 1897年3月4日 – 1903年3月3日 | 人民党 | ウィリアム・A・ハリス | 4 |
| 10 | ジョーゼフ・R・バートン | 共和党 | 1901年3月4日 – 1906年6月4日 | 1901年1月22日 収賄容疑で訴追時に辞職 | 8 | 57                                                            | 7 | 1897年1月27日選出 再指名に失敗 | 1897年3月4日 – 1903年3月3日 | 人民党 | ウィリアム・A・ハリス | 4 |
| 10 | ジョーゼフ・R・バートン | 共和党 | 1901年3月4日 – 1906年6月4日 | 1901年1月22日 収賄容疑で訴追時に辞職 | 8 | 58                                                            | 8 | 1903年1月28日選出 再指名に失敗 | 1903年3月4日 – 1909年3月3日 | 共和党 | チェスター・I・ロング | 5 |
| 10 | ジョーゼフ・R・バートン | 共和党 | 1901年3月4日 – 1906年6月4日 | 1901年1月22日 収賄容疑で訴追時に辞職 | 8 | 59                                                            | 8 | 1903年1月28日選出 再指名に失敗 | 1903年3月4日 – 1909年3月3日 | 共和党 | チェスター・I・ロング | 5 |
| 空席 | 空席 | 空席 | 1906年6月4日 – 1906年6月11日 | | 8 |                                                               | 8 | 1903年1月28日選出 再指名に失敗 | 1903年3月4日 – 1909年3月3日 | 共和党 | チェスター・I・ロング | 5 |
| 11 | アルフレッド・W・ベンソン | 共和党 | 1906年6月11日 – 1907年1月22日 | バートン辞職による空席を補充するため任命 補欠選挙で敗北 | 8 |                                                               | 8 | 1903年1月28日選出 再指名に失敗 | 1903年3月4日 – 1909年3月3日 | 共和党 | チェスター・I・ロング | 5 |
| 12 | チャールズ・カーティス | 共和党 | 1907年1月22日 – 1913年3月3日 | 1907年1月22日バートン辞職による補欠選挙で選出 | 8 |                                                               | 8 | 1903年1月28日選出 再指名に失敗 | 1903年3月4日 – 1909年3月3日 | 共和党 | チェスター・I・ロング | 5 |
| 12 | チャールズ・カーティス | 共和党 | 1907年1月22日 – 1913年3月3日 | 1907年1月22日次の任期に選出 再選に失敗 | 9 | 60                                                            | 8 | 1903年1月28日選出 再指名に失敗 | 1903年3月4日 – 1909年3月3日 | 共和党 | チェスター・I・ロング | 5 |
| 12 | チャールズ・カーティス | 共和党 | 1907年1月22日 – 1913年3月3日 | 1907年1月22日次の任期に選出 再選に失敗 | 9 | 61                                                            | 9 | 1909年1月26日選出 再指名に失敗 | 1909年3月4日 – 1915年3月3日 | 共和党 | ジョーゼフ・F・ブリストウ | 6 |
| 12 | チャールズ・カーティス | 共和党 | 1907年1月22日 – 1913年3月3日 | 1907年1月22日次の任期に選出 再選に失敗 | 9 | 62                                                            | 9 | 1909年1月26日選出 再指名に失敗 | 1909年3月4日 – 1915年3月3日 | 共和党 | ジョーゼフ・F・ブリストウ | 6 |
| 13 | ウィリアム・H・トンプソン | 民主党 | 1913年3月4日 – 1919年3月3日 | 1913年1月28日選出 再選に失敗 | 10 | 63                                                            | 9 | 1909年1月26日選出 再指名に失敗 | 1909年3月4日 – 1915年3月3日 | 共和党 | ジョーゼフ・F・ブリストウ | 6 |
| 13 | ウィリアム・H・トンプソン | 民主党 | 1913年3月4日 – 1919年3月3日 | 1913年1月28日選出 再選に失敗 | 10 | 64                                                            | 10 | 1914年選出 | 1915年3月4日 – 1929年3月3日 | 共和党 | チャールズ・カーティス | 7 |
| 13 | ウィリアム・H・トンプソン | 民主党 | 1913年3月4日 – 1919年3月3日 | 1913年1月28日選出 再選に失敗 | 10 | 65                                                            | 10 | 1914年選出 | 1915年3月4日 – 1929年3月3日 | 共和党 | チャールズ・カーティス | 7 |
| 14 | アーサー・キャッパー | 共和党 | 1919年3月4日 – 1949年1月3日 | 1918年選出 | 11 | 66                                                            | 10 | 1914年選出 | 1915年3月4日 – 1929年3月3日 | 共和党 | チャールズ・カーティス | 7 |
| 14 | アーサー・キャッパー | 共和党 | 1919年3月4日 – 1949年1月3日 | 1918年選出 | 11 | 67                                                            | 11 | 1920年再選 | 1915年3月4日 – 1929年3月3日 | 共和党 | チャールズ・カーティス | 7 |
| 14 | アーサー・キャッパー | 共和党 | 1919年3月4日 – 1949年1月3日 | 1918年選出 | 11 | 68                                                            | 11 | 1920年再選 | 1915年3月4日 – 1929年3月3日 | 共和党 | チャールズ・カーティス | 7 |
| 14 | アーサー・キャッパー | 共和党 | 1919年3月4日 – 1949年1月3日 | 1924年再選 | 12 | 69                                                            | 11 | 1920年再選 | 1915年3月4日 – 1929年3月3日 | 共和党 | チャールズ・カーティス | 7 |
| 14 | アーサー・キャッパー | 共和党 | 1919年3月4日 – 1949年1月3日 | 1924年再選 | 12 | 70                                                            | 12 | 1926年再選 副大統領就任のため辞職 | 1915年3月4日 – 1929年3月3日 | 共和党 | チャールズ・カーティス | 7 |
| 14 | アーサー・キャッパー | 共和党 | 1919年3月4日 – 1949年1月3日 | 1924年再選 | 12 | 71                                                            | 12 | | 1929年3月3日 – 1929年4月1日 | 空席 | 空席 | 空席 |
| 14 | アーサー・キャッパー | 共和党 | 1919年3月4日 – 1949年1月3日 | 1924年再選 | 12 | 71                                                            | 12 | カーティス辞職による空席を補充するため任命 補欠選挙で敗北 | 1929年4月1日 – 1930年11月30日 | 共和党 | ヘンリー・ジャスティン・アレン | 8 |
| 14 | アーサー・キャッパー | 共和党 | 1919年3月4日 – 1949年1月3日 | 1924年再選 | 12 | 71                                                            | 12 | 1930年11月3日カーティス辞職による補欠選挙で選出 | 1930年12月1日 – 1939年1月3日 | 民主党 | ジョージ・マクギル | 9 |
| 14 | アーサー・キャッパー | 共和党 | 1919年3月4日 – 1949年1月3日 | 1930年再選 | 13 | 72                                                            | 12 | 1930年11月3日カーティス辞職による補欠選挙で選出 | 1930年12月1日 – 1939年1月3日 | 民主党 | ジョージ・マクギル | 9 |
| 14 | アーサー・キャッパー | 共和党 | 1919年3月4日 – 1949年1月3日 | 1930年再選 | 13 | 73                                                            | 13 | 1932年再選 再選に失敗 | 1930年12月1日 – 1939年1月3日 | 民主党 | ジョージ・マクギル | 9 |
| 14 | アーサー・キャッパー | 共和党 | 1919年3月4日 – 1949年1月3日 | 1930年再選 | 13 | 74                                                            | 13 | 1932年再選 再選に失敗 | 1930年12月1日 – 1939年1月3日 | 民主党 | ジョージ・マクギル | 9 |
| 14 | アーサー・キャッパー | 共和党 | 1919年3月4日 – 1949年1月3日 | 1936年再選 | 14 | 75                                                            | 13 | 1932年再選 再選に失敗 | 1930年12月1日 – 1939年1月3日 | 民主党 | ジョージ・マクギル | 9 |
| 14 | アーサー・キャッパー | 共和党 | 1919年3月4日 – 1949年1月3日 | 1936年再選 | 14 | 76                                                            | 14 | 1938年選出 | 1939年1月3日 – 1949年11月8日 | 共和党 | クライド・M・リード | 10 |
| 14 | アーサー・キャッパー | 共和党 | 1919年3月4日 – 1949年1月3日 | 1936年再選 | 14 | 77                                                            | 14 | 1938年選出 | 1939年1月3日 – 1949年11月8日 | 共和党 | クライド・M・リード | 10 |
| 14 | アーサー・キャッパー | 共和党 | 1919年3月4日 – 1949年1月3日 | 1942年再選 引退 | 15 | 78                                                            | 14 | 1938年選出 | 1939年1月3日 – 1949年11月8日 | 共和党 | クライド・M・リード | 10 |
| 14 | アーサー・キャッパー | 共和党 | 1919年3月4日 – 1949年1月3日 | 1942年再選 引退 | 15 | 79                                                            | 15 | 1944年再選 死去 | 1939年1月3日 – 1949年11月8日 | 共和党 | クライド・M・リード | 10 |
| 14 | アーサー・キャッパー | 共和党 | 1919年3月4日 – 1949年1月3日 | 1942年再選 引退 | 15 | 80                                                            | 15 | 1944年再選 死去 | 1939年1月3日 – 1949年11月8日 | 共和党 | クライド・M・リード | 10 |
| 15 | アンドルー・F・シェッペル | 共和党 | 1949年1月3日 – 1962年1月21日 | 1948年選出 | 16 | 81                                                            | 15 | 1944年再選 死去 | 1939年1月3日 – 1949年11月8日 | 共和党 | クライド・M・リード | 10 |
| 15 | アンドルー・F・シェッペル | 共和党 | 1949年1月3日 – 1962年1月21日 | 1948年選出 | 16 | 81                                                            | 15 | | 1949年11月8日 – 1949年12月2日 | 空席 | 空席 | 空席 |
| 15 | アンドルー・F・シェッペル | 共和党 | 1949年1月3日 – 1962年1月21日 | 1948年選出 | 16 | 81                                                            | 15 | リード死去による空席を補充するため任命 後継選出時に引退 | 1949年12月2日 – 1950年11月28日 | 共和党 | ハリー・・ダービー | 11 |
| 15 | アンドルー・F・シェッペル | 共和党 | 1949年1月3日 – 1962年1月21日 | 1948年選出 | 16 | 81                                                            | 15 | 1950年リード死去による補欠選挙で選出 | 1950年11月29日 – 1969年1月3日 | 共和党 | フランク・カールソン | 12 |
| 15 | アンドルー・F・シェッペル | 共和党 | 1949年1月3日 – 1962年1月21日 | 1948年選出 | 16 | 82                                                            | 16 | 1950年再選 | 1950年11月29日 – 1969年1月3日 | 共和党 | フランク・カールソン | 12 |
| 15 | アンドルー・F・シェッペル | 共和党 | 1949年1月3日 – 1962年1月21日 | 1948年選出 | 16 | 83                                                            | 16 | 1950年再選 | 1950年11月29日 – 1969年1月3日 | 共和党 | フランク・カールソン | 12 |
| 15 | アンドルー・F・シェッペル | 共和党 | 1949年1月3日 – 1962年1月21日 | 1954年再選 | 17 | 84                                                            | 16 | 1950年再選 | 1950年11月29日 – 1969年1月3日 | 共和党 | フランク・カールソン | 12 |
| 15 | アンドルー・F・シェッペル | 共和党 | 1949年1月3日 – 1962年1月21日 | 1954年再選 | 17 | 85                                                            | 17 | 1956年再選 | 1950年11月29日 – 1969年1月3日 | 共和党 | フランク・カールソン | 12 |
| 15 | アンドルー・F・シェッペル | 共和党 | 1949年1月3日 – 1962年1月21日 | 1954年再選 | 17 | 86                                                            | 17 | 1956年再選 | 1950年11月29日 – 1969年1月3日 | 共和党 | フランク・カールソン | 12 |
| 15 | アンドルー・F・シェッペル | 共和党 | 1949年1月3日 – 1962年1月21日 | 1960年再選 死去 | 18 | 87                                                            | 17 | 1956年再選 | 1950年11月29日 – 1969年1月3日 | 共和党 | フランク・カールソン | 12 |
| 空席 | 空席 | 空席 | 1962年1月21日 – 1962年1月31日 | | 18 | 87                                                            | 17 | 1956年再選 | 1950年11月29日 – 1969年1月3日 | 共和党 | フランク・カールソン | 12 |
| 16 | ジェイムズ・B・ピアソン | 共和党 | 1962年1月31日 – 1978年12月23日 | シェッペルの死去による空席を補充するため任命 1962年11月6日シェッペル死去による補欠選挙で選出                                                                                     | 18 | 87                                                            | 17 | 1956年再選 | 1950年11月29日 – 1969年1月3日 | 共和党 | フランク・カールソン | 12 |
| 16 | ジェイムズ・B・ピアソン | 共和党 | 1962年1月31日 – 1978年12月23日 | シェッペルの死去による空席を補充するため任命 1962年11月6日シェッペル死去による補欠選挙で選出                                                                                     | 18 | 88                                                            | 18 | 1962年再選 引退 | 1950年11月29日 – 1969年1月3日 | 共和党 | フランク・カールソン | 12 |
| 16 | ジェイムズ・B・ピアソン | 共和党 | 1962年1月31日 – 1978年12月23日 | シェッペルの死去による空席を補充するため任命 1962年11月6日シェッペル死去による補欠選挙で選出                                                                                     | 18 | 89                                                            | 18 | 1962年再選 引退 | 1950年11月29日 – 1969年1月3日 | 共和党 | フランク・カールソン | 12 |
| 16 | ジェイムズ・B・ピアソン | 共和党 | 1962年1月31日 – 1978年12月23日 | 1966年再選 | 19 | 90                                                            | 18 | 1962年再選 引退 | 1950年11月29日 – 1969年1月3日 | 共和党 | フランク・カールソン | 12 |
| 16 | ジェイムズ・B・ピアソン | 共和党 | 1962年1月31日 – 1978年12月23日 | 1966年再選 | 19 | 91                                                            | 19 | 1968年選出 | 1969年1月3日 – 1996年6月11日 | 共和党 | ボブ・ドール | 13 |
| 16 | ジェイムズ・B・ピアソン | 共和党 | 1962年1月31日 – 1978年12月23日 | 1966年再選 | 19 | 92                                                            | 19 | 1968年選出 | 1969年1月3日 – 1996年6月11日 | 共和党 | ボブ・ドール | 13 |
| 16 | ジェイムズ・B・ピアソン | 共和党 | 1962年1月31日 – 1978年12月23日 | 1972年再選 引退、後継を就任させるため早期に辞職 | 20 | 93                                                            | 19 | 1968年選出 | 1969年1月3日 – 1996年6月11日 | 共和党 | ボブ・ドール | 13 |
| 16 | ジェイムズ・B・ピアソン | 共和党 | 1962年1月31日 – 1978年12月23日 | 1972年再選 引退、後継を就任させるため早期に辞職 | 20 | 94                                                            | 20 | 1974年再選 | 1969年1月3日 – 1996年6月11日 | 共和党 | ボブ・ドール | 13 |
| 16 | ジェイムズ・B・ピアソン | 共和党 | 1962年1月31日 – 1978年12月23日 | 1972年再選 引退、後継を就任させるため早期に辞職 | 20 | 95                                                            | 20 | 1974年再選 | 1969年1月3日 – 1996年6月11日 | 共和党 | ボブ・ドール | 13 |
| 17 | ナンシー・カセバウム | 共和党 | 1978年12月23日 – 1997年1月3日 | ピアソン辞職による空席を補充するため任命 任命時、既に次の任期に当選 | 20 |                                                               | 20 | 1974年再選 | 1969年1月3日 – 1996年6月11日 | 共和党 | ボブ・ドール | 13 |
| 17 | ナンシー・カセバウム | 共和党 | 1978年12月23日 – 1997年1月3日 | 1978年選出 | 21 | 96                                                            | 20 | 1974年再選 | 1969年1月3日 – 1996年6月11日 | 共和党 | ボブ・ドール | 13 |
| 17 | ナンシー・カセバウム | 共和党 | 1978年12月23日 – 1997年1月3日 | 1978年選出 | 21 | 97                                                            | 21 | 1980年再選 | 1969年1月3日 – 1996年6月11日 | 共和党 | ボブ・ドール | 13 |
| 17 | ナンシー・カセバウム | 共和党 | 1978年12月23日 – 1997年1月3日 | 1978年選出 | 21 | 98                                                            | 21 | 1980年再選 | 1969年1月3日 – 1996年6月11日 | 共和党 | ボブ・ドール | 13 |
| 17 | ナンシー・カセバウム | 共和党 | 1978年12月23日 – 1997年1月3日 | 1984年再選 | 22 | 99                                                            | 21 | 1980年再選 | 1969年1月3日 – 1996年6月11日 | 共和党 | ボブ・ドール | 13 |
| 17 | ナンシー・カセバウム | 共和党 | 1978年12月23日 – 1997年1月3日 | 1984年再選 | 22 | 100                                                           | 22 | 1986年再選 | 1969年1月3日 – 1996年6月11日 | 共和党 | ボブ・ドール | 13 |
| 17 | ナンシー・カセバウム | 共和党 | 1978年12月23日 – 1997年1月3日 | 1984年再選 | 22 | 101                                                           | 22 | 1986年再選 | 1969年1月3日 – 1996年6月11日 | 共和党 | ボブ・ドール | 13 |
| 17 | ナンシー・カセバウム | 共和党 | 1978年12月23日 – 1997年1月3日 | 1990年再選 引退 | 23 | 102                                                           | 22 | 1986年再選 | 1969年1月3日 – 1996年6月11日 | 共和党 | ボブ・ドール | 13 |
| 17 | ナンシー・カセバウム | 共和党 | 1978年12月23日 – 1997年1月3日 | 1990年再選 引退 | 23 | 103                                                           | 23 | 1992年再選 大統領選出馬のため辞職 | 1969年1月3日 – 1996年6月11日 | 共和党 | ボブ・ドール | 13 |
| 17 | ナンシー・カセバウム | 共和党 | 1978年12月23日 – 1997年1月3日 | 1990年再選 引退 | 23 | 104                                                           | 23 | 1992年再選 大統領選出馬のため辞職 | 1969年1月3日 – 1996年6月11日 | 共和党 | ボブ・ドール | 13 |
| 17 | ナンシー・カセバウム | 共和党 | 1978年12月23日 – 1997年1月3日 | 1990年再選 引退 | 23 |                                                               | 23 | 1996年6月11日 – 1996年6月11日 | 空席 | 空席 | 空席 | |
| 17 | ナンシー・カセバウム | 共和党 | 1978年12月23日 – 1997年1月3日 | 1990年再選 引退 | 23 | ドール辞職による空席を補充するため任命 補欠選挙の再指名に失敗 | 23 | 1996年6月11日 – 1996年11月6日 | 共和党 | シーラ・フラーム | 14 | |
| 17 | ナンシー・カセバウム | 共和党 | 1978年12月23日 – 1997年1月3日 | 1990年再選 引退 | 23 | 1996年ドール辞職による補欠選挙で選出                          | 23 | 1996年11月7日 – 2011年1月3日 | 共和党 | サム・ブラウンバック | 15 | |
| 18 | パット・ロバーツ | 共和党 | 1997年1月3日 – 2021年1月3日 | 1996年選出 | 24 | 1996年ドール辞職による補欠選挙で選出                          | 23 | 1996年11月7日 – 2011年1月3日 | 共和党 | サム・ブラウンバック | 15 | 105 |
| 18 | パット・ロバーツ | 共和党 | 1997年1月3日 – 2021年1月3日 | 1996年選出 | 24 | 106                                                           | 24 | 1996年11月7日 – 2011年1月3日 | 共和党 | サム・ブラウンバック | 15 | 1998年再選 |
| 18 | パット・ロバーツ | 共和党 | 1997年1月3日 – 2021年1月3日 | 1996年選出 | 24 | 107                                                           | 24 | 1996年11月7日 – 2011年1月3日 | 共和党 | サム・ブラウンバック | 15 | 1998年再選 |
| 18 | パット・ロバーツ | 共和党 | 1997年1月3日 – 2021年1月3日 | 2002年再選 | 25 | 108                                                           | 24 | 1996年11月7日 – 2011年1月3日 | 共和党 | サム・ブラウンバック | 15 | 1998年再選 |
| 18 | パット・ロバーツ | 共和党 | 1997年1月3日 – 2021年1月3日 | 2002年再選 | 25 | 109                                                           | 25 | 1996年11月7日 – 2011年1月3日 | 共和党 | サム・ブラウンバック | 15 | 2004年再選 カンザス州知事選出馬のため引退 |
| 18 | パット・ロバーツ | 共和党 | 1997年1月3日 – 2021年1月3日 | 2002年再選 | 25 | 110                                                           | 25 | 1996年11月7日 – 2011年1月3日 | 共和党 | サム・ブラウンバック | 15 | 2004年再選 カンザス州知事選出馬のため引退 |
| 18 | パット・ロバーツ | 共和党 | 1997年1月3日 – 2021年1月3日 | 2008年再選 | 26 | 111                                                           | 25 | 1996年11月7日 – 2011年1月3日 | 共和党 | サム・ブラウンバック | 15 | 2004年再選 カンザス州知事選出馬のため引退 |
| 18 | パット・ロバーツ | 共和党 | 1997年1月3日 – 2021年1月3日 | 2008年再選 | 26 | 112                                                           | 26 | 2010年選出 | 2011年1月3日 – 現職 | 共和党 | ジェリー・モラン | 16 |
| 18 | パット・ロバーツ | 共和党 | 1997年1月3日 – 2021年1月3日 | 2008年再選 | 26 | 113                                                           | 26 | 2010年選出 | 2011年1月3日 – 現職 | 共和党 | ジェリー・モラン | 16 |
| 18 | パット・ロバーツ | 共和党 | 1997年1月3日 – 2021年1月3日 | 2014年再選 引退 | 27 | 114                                                           | 26 | 2010年選出 | 2011年1月3日 – 現職 | 共和党 | ジェリー・モラン | 16 |
| 18 | パット・ロバーツ | 共和党 | 1997年1月3日 – 2021年1月3日 | 2014年再選 引退 | 27 | 115                                                           | 27 | 2016年再選 | 2011年1月3日 – 現職 | 共和党 | ジェリー・モラン | 16 |
| 18 | パット・ロバーツ | 共和党 | 1997年1月3日 – 2021年1月3日 | 2014年再選 引退 | 27 | 116                                                           | 27 | 2016年再選 | 2011年1月3日 – 現職 | 共和党 | ジェリー・モラン | 16 |
| 19 | ロジャー・マーシャル | 共和党 | 2021年1月3日 – 現職 | 2020年選出 | 28 | 117                                                           | 27 | 2016年再選 | 2011年1月3日 – 現職 | 共和党 | ジェリー・モラン | 16 |
| 19 | ロジャー・マーシャル | 共和党 | 2021年1月3日 – 現職 | 2020年選出 | 28 | 118                                                           | 28 | 2022年改選予定 | 2022年改選予定 | 2022年改選予定 | 2022年改選予定 | 2022年改選予定 |
| 19 | ロジャー・マーシャル | 共和党 | 2021年1月3日 – 現職 | 2020年選出 | 28 | 119                                                           | 28 | 2022年改選予定 | 2022年改選予定 | 2022年改選予定 | 2022年改選予定 | 2022年改選予定 |
| 2026年改選予定 | 2026年改選予定 | 2026年改選予定 | 2026年改選予定 | 2026年改選予定 | 29 | 120                                                           | 28 | 2022年改選予定 | 2022年改選予定 | 2022年改選予定 | 2022年改選予定 | 2022年改選予定 |
| # | 氏名 | 所属政党 | 在職期間 | 選挙歴 | 任 期 |                                                               | 任 期 | 選挙歴 | 在職期間 | 所属政党 | 氏名 | # |
| 第2部 | 第2部 | 第2部 | 第2部 | 第2部 | 第2部 | 第3部                                                         | 第3部 | 第3部 | 第3部 | 第3部 | 第3部 | |

## 参照
1. 1 2 3 4 5  United States Congress. "James Henry Lane (id: L000061)". Biographical Directory of the United States Congress (英語)., Retrieved January 15, 2011
2. 1 2 3 4  United States Congress. "Edmund Gibson Ross (id: R000445)". Biographical Directory of the United States Congress (英語)., Retrieved January 15, 2011
3. 1 2  Byrd, p. 108.
4. 1 2 3 4  United States Congress. "Alexander Caldwell (id: C000027)". Biographical Directory of the United States Congress (英語).
5. ↑  Blackmar, Frank Wilson (1912). Kansas: A Cyclopedia of State History, Embracing Events, Institutions, Industries, Counties, Cities, Towns, Prominent Persons, Etc. .... Kansas: Standard Publishing Company. p. 757
6. ↑  “Peffer's Successor Chosen.”. The New York Times. (1897年1月28日). p. 1
7. ↑  “J.R. Burton the Choice in Kansas”. The New York Times. (1901年1月23日). p. 5
8. ↑   Proceedings of the House of Representatives of the State of Kansas. Thirteenth Biennial Session, Topka, January 13 to March 13, 1903. Topeka, Kansas. (1903). p. 303-306